# Frank Vanhecke
Frank Arthur Hyppolite Vanhecke (Bruges, 30 maggio 1959) è un politico belga.

## Formazione
Nel 1991 ha conseguito la laurea in lettere e filosofia e in scienze della comunicazione presso la Vrije Universiteit Brussel.

## Carriera politica
Iniziò la sua carriera nella politica belga come studente, unendosi al Jong Studentenvakbond e più tardi al Nationalistische Studentenvereniging. Diede la sua adesione alla Volksunie nel 1977, dopo aver aderito ad un pacchetto molto discusso di riforme federali. Vanhecke successivamente aderì al Vlaams Nationale Partij, predecessore del Vlaams Blok.
Salendo rapidamente i ranghi del partito, divenne responsabile della stampa e dei mezzi di comunicazione del partito nel 1986 e lavorò dal 1989 come assistente personale di Karel Dillen nel Parlamento europeo, fino a quando non venne eletto lui stesso per un seggio parlamentare nel 1994. Dopo un breve periodo nel Senato belga, Vanhecke ritornò alla politica europea dopo le elezioni del 2004.
Vanhecke siede nella Commissione per le libertà civili, la giustizia e gli affari interni, ed è un sostituto della Commissione per lo sviluppo e un membro della
Delegazione per le relazioni con Svizzera, Islanda e Norvegia e nella commissione parlamentare mista dello Spazio economico europeo (SEE). Il suo record di voto al Parlamento europeo mostra la sua chiara presa di posizione pro-life.
Quando Karel Dillen si dimise dal suo incarico di presidente del Vlaams Blok nel 1996, Vanhecke venne designato come suo successore. Venne eletto nel 2001.
Nel novembre 2004 il Vlaams Blok venne sciolto e venne creato un nuovo partito politico sotto il nome di Vlaams Belang. Vanhecke venne nominato presidente di questo nuovo partito.

## Vita privata
L'8 gennaio 2011 ha sposato Marie-Rose Morel, che è morta l'8 febbraio 2011. Vanhecke è padre di tre figli avuti da un precedente matrimonio e si è risposato per la terza volta nel 2015.

## Carriera
- 1996-2008: Presidente generale del Vlaams Blok
- 1994-1996 e dal 2000: Membro del Consiglio comunale di Bruges (capogruppo)
- 1994-2003 e dal 2004: Membro del Parlamento europeo
- 2003-2004: capogruppo in Senato
- 1989-1994: Vice-Segretario Generale, Gruppo Tecnico delle Destre Europee